# …Счастья в личной жизни!
«…Сча́стья в личной жи́зни!» — восьмой студийный альбом Аллы Пугачёвой. Был издан в СССР в 1986 году.
Этот альбом полностью состоит из песен, написанных композитором Игорем Николаевым. Николаев слегка изменил стиль исполнения певицы, сделал его более современным и интересным публике. Суммарная цифра продаж альбома составила почти 2 000 000 копий.
Это первая большая авторская пластинка на тот момент молодого композитора Игоря Николаева. В поддержку альбома было выпущено два сингла: «Паромщик» и «Две звезды».

## Коммерческий успех
Альбом занял второе место в списке Лучших альбомов 1986 года музыкального чарта «Звуковая дорожка» газеты «Московский комсомолец». В марте 1987 года альбом опустился на 5-е место, в апреле — на 7-е. В списке лучших альбомов 1986 года журнала «Смена» альбом занял первое место, а Пугачёва названа «Певицей года». В рейтинге газеты «Молодой коммунист» (Йошкар-Ола) альбом также занял первое место. В хит-параде ТАСС «Музыкальный Олимп» (апрель 1987 года) альбом занял первое место в списке лучших пластинок 1986 года. Суммарная цифра продаж альбома составила почти 2 000 000 копий.

## Продвижение
В поддержку альбома и сборника «Миллион роз» Игорь Николаев и Алла Пугачёва совершают гастрольный тур по Японии по приглашению звезды японской эстрады Токико Като, в исполнении которой звучит композиция «Сто друзей» (на японском языке).

## Список композиций
Вся музыка написана И. Николаевым.
| №  | Название                       | Текст песни | Длительность |
| -- | ------------------------------ | ----------- | ------------ |
| 1. | «Сто друзей»                   | П. Жагун    | 3:35         |
| 2. | «Желаю счастья в личной жизни» | П. Жагун    | 4:05         |
| 3. | «Паромщик»                     | Н. Зиновьев | 3:37         |
| 4. | «Балет»                        | И. Резник   | 4:27         |

| №  | Название                           | Текст песни | Длительность |
| -- | ---------------------------------- | ----------- | ------------ |
| 5. | «Прости, поверь»                   | И. Николаев | 3:50         |
| 6. | «Балалайка»                        | М. Танич    | 3:52         |
| 7. | «Стеклянные цветы»                 | П. Жагун    | 3:50         |
| 8. | «Две звезды» (Дуэт с В. Кузьминым) | И. Николаев | 3:57         |

## Участники записи
- группа «Рецитал» (1—3), (5—8)
- И. Николаев, аранжировка, клавишные, компьютеры
- П. Жагун, флюгельгорн (5)
- Талгат Тухтамышев, гитара (1)
- В. Кузьмин, вокал, гитара (8)
- Симфонический оркестр Госкино СССР. Дирижёр С. Скрипка (4)
- Ю. Гриц, А. Кальянов, звукорежиссёры
- И. Йотко, редактор
- Ю. Балашов, художник
- С. Борисов, фото